# Don Quijote de la Mancha (televíziós sorozat, 1979)
A Don Quijote de la Mancha 1979-től 1981-ig futott spanyol televíziós rajzfilmsorozat, amely Miguel de Cervantes: Az elmés nemes Don Quijote de la Mancha című regénye alapján készült. A sorozat főszereplője Don Quijote és Sancho Panza.

## Szereplők
| Szereplő            | Eredeti hang              | Magyar hang                     | Magyar hang                          | Magyar hang                                |
| Szereplő            | Eredeti hang              | 1. magyar változat (MTV2, 1984) | 2. magyar változat (Duna TV, 1994)   | filmbeli szinkron változat (VIP Art, 2005) |
| ------------------- | ------------------------- | ------------------------------- | ------------------------------------ | ------------------------------------------ |
| Don Quijote         | Fernando Fernán Gómez     | Gelley Kornél                   | Kézdy György Gerdesits Ferenc (ének) | Balázsi Gyula                              |
| Sancho Panza        | Antonio Ferrandis         | Harkányi Endre                  | Kocsis György                        | Kocsis György                              |
| Cervantes, a mesélő | Rafael de Penagos         | Rajhona Ádám                    | Ujréti László                        | Kristóf Tibor                              |
| Ének                | Botones Mercedes Valimaña | Kútvölgyi Erzsébet              | Náray Erika                          | eredeti nyelven                            |
| Felolvasó           | –                         | Szalóczy Pál                    | Korbuly Péter                        | Tóth G. Zoltán                             |

- További magyar hangok (1. magyar változat): Balogh Erika, Bardóczy Attila, Bubik István, Bus Kati, Buss Gyula, Czibulás Péter, Csere László, Csikos Gábor, Csurka László, Fónay Márta, Földessy Margit, Frajt Edit, Gáspár Sándor, Gergely Róbert, Gyabronka József, Hegyi Péter, Hidvégi Miklós, Hirtling István, Hűvösvölgyi Ildikó, Kaló Flórián, Kiss Mari, Koroknay Géza, Kováts Adél, Kubik Anna, Lesznek Tibor, Makay Sándor, Márkus László, Pálok Sándor, Papp János, Pataky Vilmos, Perlusz Péter, Pregitzer Fruzsina, Ráckevei Anna, Rátonyi Róbert, Rosta Sándor, Rudolf Péter, Sándor Böske, Schubert Éva, Sebestyén András, Szabó Ottó, Szécsi Vilma, Szerednyey Béla, Szersén Gyula, Szoó György, Tolnai Miklós, Tóth Judit, Tóth Tamás, Vándor Éva, Verebély Iván
- További magyar hangok (2. magyar változat): Andresz Kati, Bertalan Ágnes, Biró Anikó, Bodor Tibor, Boros Zoltán, Botár Endre, Czigány Judit, Csankó Zoltán, Csonka András, Csuja Imre, Csuha Lajos, Détár Enikő, Dobránszky Zoltán, Galambos Péter, Galbenisz Tomasz, Gruber Hugó, Györgyi Anna, Győri Ilona, Hollósi Frigyes, Horkai János, Izsóf Vilmos, Kassai Károly, Kautzky Armand, Kenderesi Tibor, Kiss Erika, Kocsis Mariann, Komlós András, Konrád Antal, Maros Gábor, Melis Gábor, Minárovits Péter, Németh Gábor, Pásztor Erzsi, Pusztaszeri Kornél, Rajkai Zoltán, Rosta Sándor, Orosz István, Seszták Szabolcs, Stohl András, Szabó Sipos Barnabás, Szokol Péter, Tolnai Miklós, Varga T. József, Varga Tamás, Várkonyi András, Versényi László, Wohlmuth István
- További magyar hangok (filmbeli szinkron változat): Botár Endre, Gerő Gábor, Illyés Mari, Izsóf Vilmos, Kárpáti Levente, Koncz István, Orosz Anna, Roatis Andrea, Rudas István, Szabó Éva, Zsigmond Tamara

## Epizódok
| #   | Magyar cím                                        | Eredeti cím                                   |
| --- | ------------------------------------------------- | --------------------------------------------- |
|     |                                                   |                                               |
| 01. | Don Quijote első kirándulása                      | En un lugar de la Mancha                      |
|     |                                                   |                                               |
| 02. | Milyen különös módon ütötték lovaggá Don Quijote  | Don Quijote es armado caballero               |
|     |                                                   |                                               |
| 03. | A lovagregények elégetése                         | Arden los libros de caballerías               |
|     |                                                   |                                               |
| 04. | A szélmalomharc                                   | La aventura de los molinos                    |
|     |                                                   |                                               |
| 05. | A bátor Bizcajai és a hős Manchati párbaja        | La batalla con el gallardo vizcaíno           |
|     |                                                   |                                               |
| 06. | Don Quijote kalandja a Yanguaszi hajcsárokkal     | La aventura con los yangüeses                 |
|     |                                                   |                                               |
| 07. | Hogyan tréfáljuk meg Sancho Panzát                | El manteo de Sancho                           |
|     |                                                   |                                               |
| 08. | Csata a birkanyájjal                              | El combate con los rebaños                    |
|     |                                                   |                                               |
| 09. | Mambrino sisakja                                  | El yelmo de Mambrino                          |
|     |                                                   |                                               |
| 10. | Kaland a Serra Morenában                          | La aventura de Sierra Morena                  |
|     |                                                   |                                               |
| 11. | Dulcinea del Toboso                               | Dulcinea del Toboso                           |
|     |                                                   |                                               |
| 12. | Vakmerő viadal a Borostömlők ellen                | La descomunal batalla con unos cueros de vino |
|     |                                                   |                                               |
| 13. | Újabb rendkívüli események a fogadóban            | Nuevas aventuras en la venta                  |
|     |                                                   |                                               |
| 14. | A rabszolga története folytatódik                 | La historia del cautivo                       |
|     |                                                   |                                               |
| 15. | Kaland a Poroszlókkal                             | Los cuadrilleros de la Santa Hermandad        |
|     |                                                   |                                               |
| 16. | Don Quijote varázslat áldozata lesz               | El encantamiento de Don Quijote               |
|     |                                                   |                                               |
| 17. | Kaland a Csuklyásokkal                            | La procesión de los encapuchados              |
|     |                                                   |                                               |
| 18. | Don Quijote hazatérése                            | Don Quijote regresa a su aldea                |
|     |                                                   |                                               |
| 19. | Don Quijote erőt gyűjt újabb kalandokra           | Descansando hasta nuevas aventuras            |
|     |                                                   |                                               |
| 20. | A furfangos Sanson Carrasco                       | El bachiller Sansón Carrasco                  |
|     |                                                   |                                               |
| 21. | Hogyan varázsolták el Dulcinea úrhölgyet          | El encantamiento de Dulcinea                  |
|     |                                                   |                                               |
| 22. | Kaland a vitéz trükkös lovaggal                   | El Caballero de los Espejos                   |
|     |                                                   |                                               |
| 23. | A zöld kabátos lovag                              | El Caballero del Verde Gabán                  |
|     |                                                   |                                               |
| 24. | Camacho lakodalma                                 | Las bodas de Camacho                          |
|     |                                                   |                                               |
| 25. | Montesinos barlangja                              | La Cueva de Montesinos                        |
|     |                                                   |                                               |
| 26. | Pedró mester bábszínháza                          | El retablo de Maese Pedro                     |
|     |                                                   |                                               |
| 27. | A bűvös sajka                                     | El barco encantado                            |
|     |                                                   |                                               |
| 28. | Don Quijote a hercegi palotában                   | En el castillo de los duques                  |
|     |                                                   |                                               |
| 29. | Miként lehet feloldani a varázslat alól Dulcineát | Hay que desencantar a Dulcinea                |
|     |                                                   |                                               |
| 30. | Clavileno                                         | Clavileño                                     |
|     |                                                   |                                               |
| 31. | Sancho Panza kormányzó                            | El gobernador Sancho Panza                    |
|     |                                                   |                                               |
| 32. | Barataria szigete                                 | La ínsula Barataria                           |
|     |                                                   |                                               |
| 33. | Búcsú Barataria szigetétől                        | Adiós a Barataria                             |
|     |                                                   |                                               |
| 34. | Sancho Panza kiszabadítása                        | El rescate de Sancho Panza                    |
|     |                                                   |                                               |
| 35. | Útban Barcelona felé                              | Camino de Barcelona                           |
|     |                                                   |                                               |
| 36. | A gólyakaland                                     | Aventura en las galeras                       |
|     |                                                   |                                               |
| 37. | A fehér holló lovagja                             | El Caballero de la Blanca Luna                |
|     |                                                   |                                               |
| 38. | Sancho megkorbácsolja magát                       | Los azotes de Sancho                          |
|     |                                                   |                                               |
| 39. | Don Quijote utolsó útja                           | Don Quijote cabalga hacia las estrellas       |